# Baban
För andra betydelser, se Baban (olika betydelser).

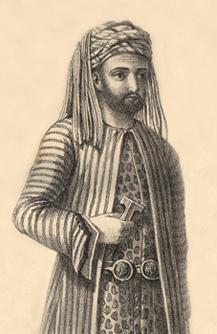
Omar Agha, Mahmoud Pasha av Babans officer, 1820.

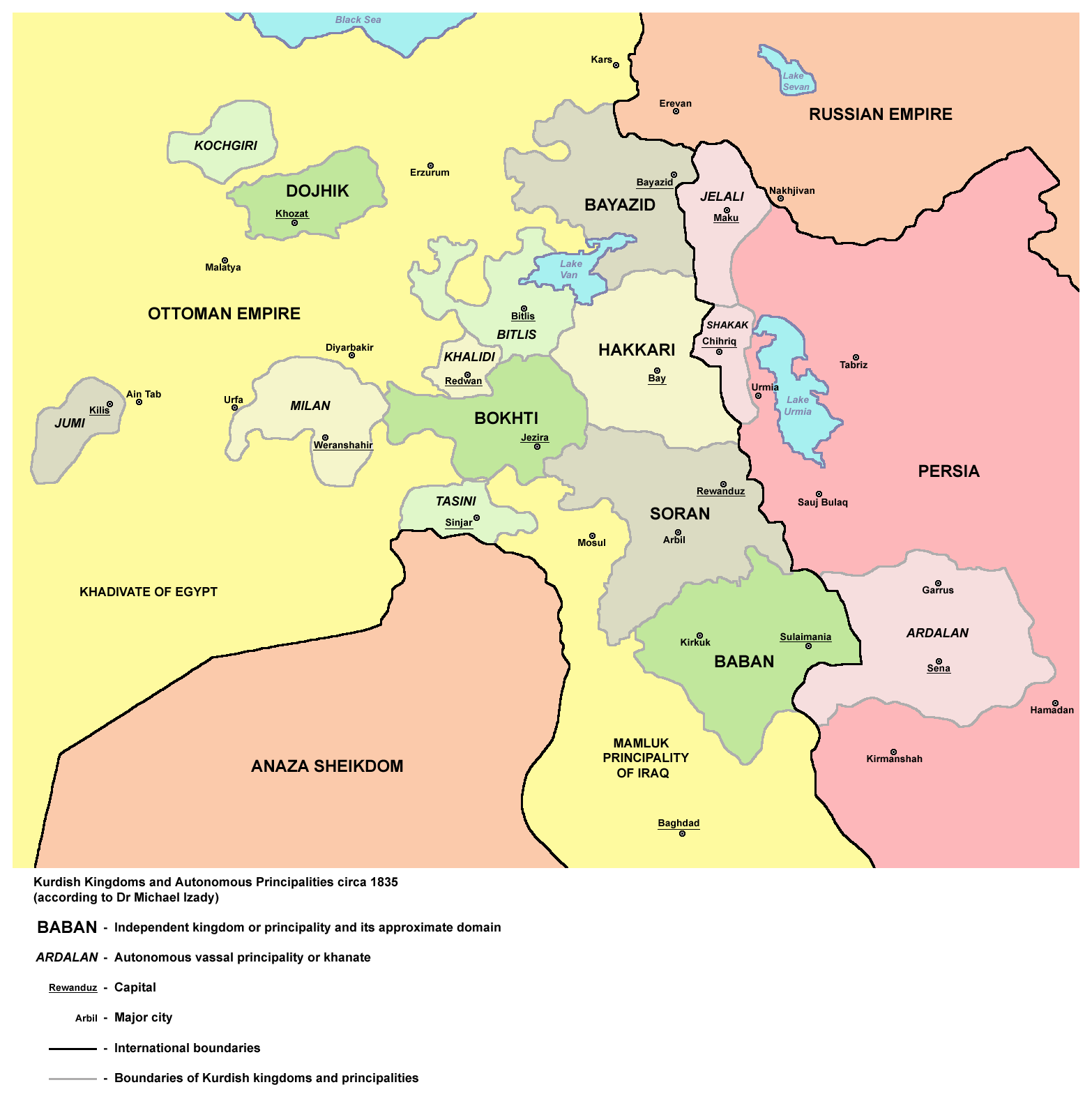

Baban (1649-1850) var ett kurdiskt furstendöme namngivet efter den ledande familjen. Den första ledaren var Feqî Ehmed (Ahmad Al-Fakih på arabiska), vars efterträdare blev mäktiga i Sharazur-regionen. Ahmads efterträdare, Baba Sulaiman, utvidgade sitt rike ända till Kirkuk. När senare Sulaiman Pasha styrde utvidgades det babaniska riket till Koya, Khanaqin, Arbil, Harir, Altun Kupri, Badra och till några områden i östra Kurdistan (västra Iran).
Området som riket styrdes ifrån låg till en början i Qala Chuwalan, men flyttades till den nygrundade staden Sulaymaniyya år 1781 under Mahmud Pasha Baban.
Babans historia kantas av rivaliteten till de andra kurdiska furstendömena, bland dem Soran, Ardalan, Emiratet av Badinan och Botan, och deras motstånd till det Osmanska rikets försök till centralisering.
Riket förstördes till slut av osmanerna då Ahmad Pasha Baban, den sista ledaren av Baban, år 1847 besegrades nära Koya. Den sista prinsen av Baban, Abdollah Pasha lämnade Sulaymaniyya år 1850.

## Lista över ledare
1. Faqi Ahmad, 1649-1670
2. Baba Sulaiman, 1670-1703
3. Khana Mohammad Pasha, 1721-1731
4. Khalid Pasha, 1732-1742
5. Salim Pasha, 1742-1754
6. Sulaiman Pasha, 1754-1765
7. Muhammad Pasha, 1765-1775
8. Abdolla Pasha, 1775-1777
9. Ahmad Pasha, 1777-1780
10. Mahmoud Pasha, 1780-1782
11. Ibrahim Pasha, 1782-1803
12. Abdorrahman Pasha, 1803-1813
13. Mahmoud Pasha, 1813-1834
14. Sulaiman Pasha, 1834-1838
15. Ahmad Pasha, 1838-1847
16. Abdollah Pasha, 1847-1850